# バリ (カメルーン)
バリ (Bali) はカメルーンの都市であり基礎自治体である。北西州のメザン郡にあり、バメンダの約16km西南西にある。2001年の推計人口は32,000人である。かつては王国の中心であり、宮殿と定例祭が有名である。

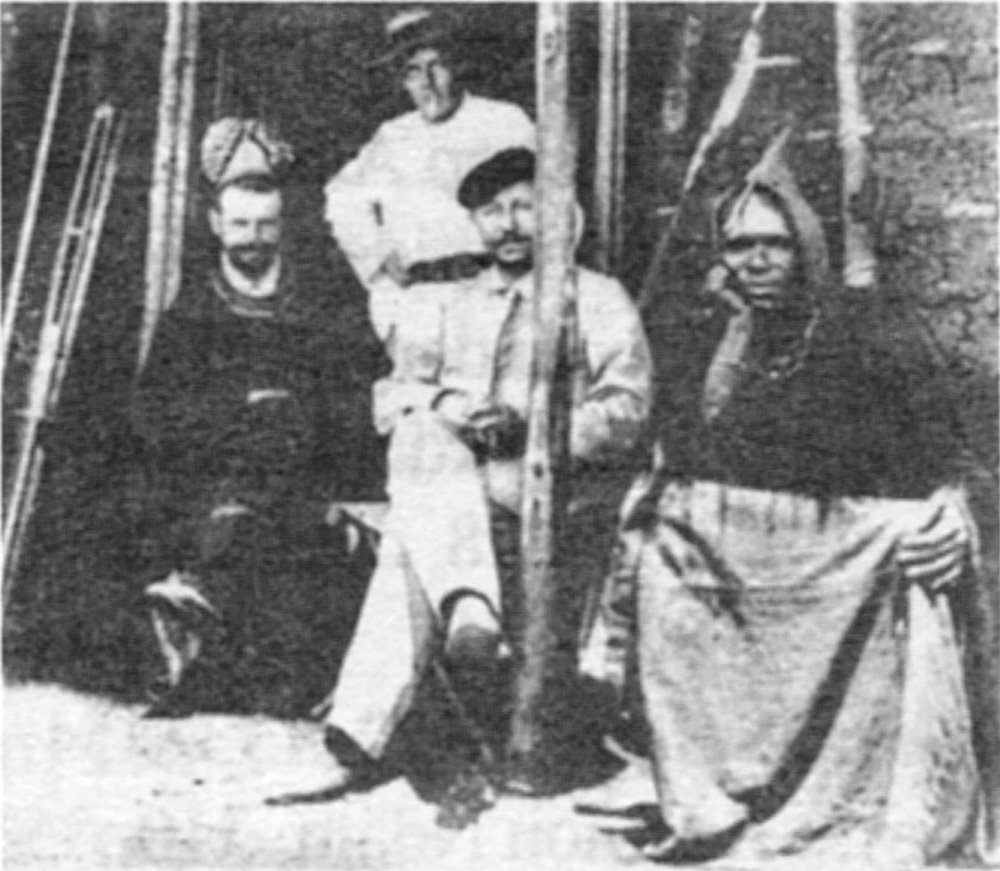
ドイツの探検家、Eugen Zintgraff と Galega I　とカメルーンのバリの住人